# Mojca Cater
Pour les articles homonymes, voir Cater.
Mojca Cater-Herman, née le 12 février 1970 à Toronto, est une ancienne nageuse canadienne, spécialiste de la nage papillon.
Cater complète l'épreuve de 200 mètre papillon lors des Jeux olympiques d'été de 1988 à Séoul en Corée du Sud et effectue un temps de 2:12.66.